# 高橋香澄
高橋 香澄（たかはし かすみ、1987年6月23日 - ）は、千葉県出身の女子バスケットボール選手である。ポジションはガード。

## 人物
昭和学院高校から専修大学を経て、2010年に日立ハイテク入社。2016年退団。
2019年、3x3チームのTACHIKAWA DICEに入団した

## 経歴
- 昭和学院高 - 専修大 - 日立ハイテク（2010年〜2016年）

## 参照
1. ↑  “退団者挨拶”.   日立ハイテク クーガーズ (2016年3月23日). 2016年3月23日閲覧。
2. ↑  高橋香澄選手との契約基本合意のお知らせ